# Paratrichodorus teres
Paratrichodorus teres is een rondwormensoort uit de familie van de Trichodoridae.